# Майк О'Коннелл
Майкл Томас О'Коннелл (англ. Michael Thomas O'Connell; 25 листопада 1955, м. Чикаго, США) — американський хокеїст, захисник.
Виступав за «Даллас Блек-Гокс» (ЦХЛ), «Чикаго Блек Гокс», «Нью-Брансвік Гокс» (АХЛ), «Бостон Брюїнс», «Детройт Ред-Вінгс».
В чемпіонатах НХЛ — 860 матчів (105+334), у турнірах Кубка Стенлі — 82 матчі (8+34).
У складі національної збірної США учасник чемпіонату світу 1985 (8 матчів, 1+0); учасник Кубка Канади 1981 (4 матчі, 1+3).
Досягнення
- Учасник матчу всіх зірок НХЛ (1984)

Нагороди
- Трофей Макса Камінскі (1985)

Тренерська кар'єра
- Головний тренер «Сан-Дієго Галлс» (1990–91, АХЛ)
- Асистент головного тренера «Бостон Брюїнс» (1991–92, НХЛ)
- Головний тренер «Провіденс Брюїнс» (1992–94, АХЛ)
- Генеральний менеджер «Бостон Брюїнс» (2000–02, 2003–06,НХЛ)
- Головний тренер «Бостон Брюїнс» (2002–03, НХЛ).